# Eth, Nord

Eth este o comună în departamentul Nord, Franța. În 1 ianuarie 2022 avea o populație de 334 de locuitori.